# Ère réactionnaire
Le terme ère réactionnaire (Reaktionsära en allemand) désigne en politique la période suivant immédiatement la révolution de Mars 1848 dans les états allemands. Elle est marquée par le rétablissement de la Confédération germanique après l'épisode révolutionnaire et la mise en place du parlement de Francfort. C'est une période très conservatrice, caractérisée par la répression envers les hommes politiques libéraux et démocrates par les États de la confédération. Elle se termine en 1858.

## Restauration de la confédération germanique

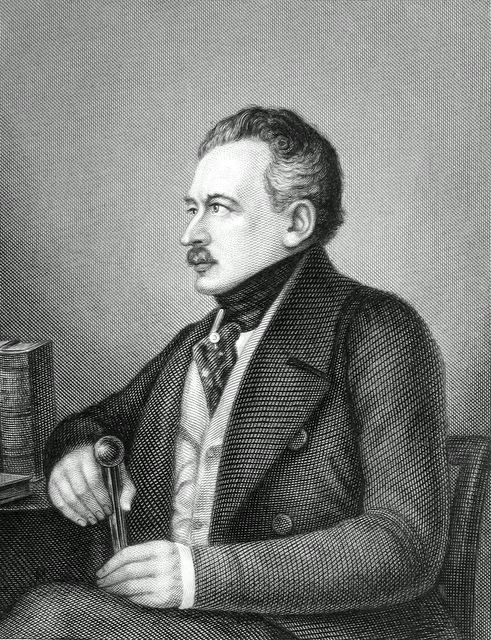
Joseph von Radowitz.

Directement après la dissolution du parlement de Francfort, l'Autriche prend l'initiative de rétablir le Bundestag à Francfort-sur-le-Main. La Prusse n'y adhère pas et poursuit sa politique d'Union, c'est-à-dire une tentative de réaliser la solution petite-allemande. D'autres États proches de la Prusse ne participent pas non plus à la confédération, son parlement n'a donc qu'un rôle symbolique.
La crise entre l'Autriche et la Prusse atteint son sommet avec la crise en Hesse et dans le Holstein de 1850. Les deux duchés réclament en effet une intervention de la confédération pour rétablir l'ordre, tandis que la Prusse, par la voix de son ministre des Affaires étrangères et grand artisan de la politique d'Union Joseph von Radowitz, s'y oppose catégoriquement. Début novembre, la guerre est proche. Cependant, la Prusse se retrouve isolée. Le tsar Nicolas Ier de Russie, en particulier, soutient activement l'Autriche. Radowitz doit démissionner, la Prusse se ranger du côté autrichien.
La conférence d'Olmütz du 29 novembre 1850 entre les trois parties est marquée par de largues concessions prussiennes : fin de l'Union d'Erfurt, retrait de Hesse, acceptation d'entrer en négociation à propos des duchés de Schleswig et de Holstein ainsi que son adhésion à la Confédération germanique. Cette reculade prussienne est un recul sur la voie de l'unité nationale allemande, toutefois elle évite un conflit entre l'Autriche et la Prusse jusqu'en 1866.
Le ministre-président d'Autriche Felix zu Schwarzenberg tente alors d'imposer son idée d'une Allemagne sous domination autrichienne : une Allemagne de 70 millions d'habitants. Il compte sur l'aide de la « troisième Allemagne », c'est-à-dire les États allemands de la confédération autres que la Prusse et l'Autriche, pour faire accepter cette idée. La conférence de Dresde marque cependant son échec. La Prusse réclame avec succès la parité avec l'Autriche dans la Confédération germanique. Immédiatement après, les autres États allemands de l'Union d'Erfurt rejoignent la Confédération à leur tour. Une alliance militaire secrète entre la Prusse et l'Autriche vient garantir ces accords : la Prusse s'engage à intervenir en cas d'attaque contre les territoires autrichiens. De manière pratique cela revient à protéger l'Italie à l'époque,.

## Politique réactionnaire
Les espoirs que continuaient de nourrir certains libéraux dans une représentation nationale avec l'Union d'Erfurt, laissent place alors à la déception et à la politique réactionnaire. Les deux grandes puissances allemandes coordonnant alors leurs efforts pour mettre fin à la politique révolutionnaire. Le nouveau ministre-président de Prusse Otto Theodor von Manteuffel déclare : « Oui, c'est un tournant dans notre politique : il faut marquer une rupture nette avec la révolution, ». Les années allant de 1851 à 1857 sont particulièrement encadrées sur le plan politique dans la Confédération.

### Ingérence dans les affaires des États fédérés

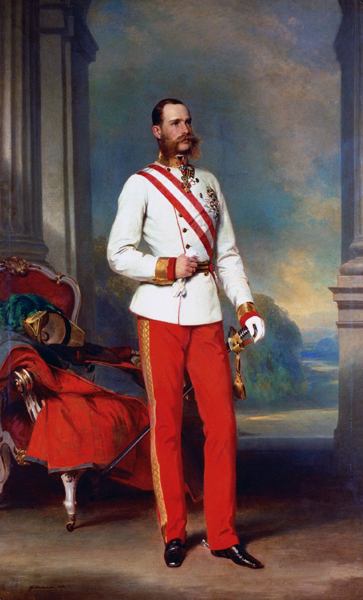
François-Joseph Ier d'Autriche.

La première étape de cette nouvelle politique est de revenir sur les acquis de la révolution. Ainsi, le 23 août 1851, le parlement de la confédération abroge les lois sur les droits fondamentaux votées par le parlement de Francfort et qui étaient valables dans tous les États fédérés.
La loi dite « décret réactionnaire fédéral » fait du Bundestag l'instance suprême en matière judiciaire, supérieure à la constitution des différents États membres. Les différents aménagements qui ont eu lieu depuis 1848 sont alors passés au crible. Les points suivants sont en particulier considérés comme révolutionnaires : 1) Un serment sur la constitution dans l'armée en lieu et place d'un serment au roi, 2) le suffrage universel, égalitaire et secret, 3) le droit de contrôle sur l'ensemble du budget par le parlement régional, 4) un droit d'association, ce qui permet l'existence de partis politiques, 5) la liberté de presse.
Une administration est créée afin de mettre en force le décret réactionnaire fédéral, il s'agit du « comité réactionnaire ». Il vérifie la conformité des constitutions et des lois avec les préceptes précédents. Les États suivants sont directement touchés : Saxe-Cobourg, Anhalt, Liechtenstein, Waldeck, Lippe, Hesse-Hombourg, Hanovre, Francfort-sur-le-Main, Brême et Hambourg. Dans certains cas, comme à Brême ou en Hesse-Cassel, l'armée entre en jeu. Dans cette dernière la confédération rédige une nouvelle constitution qui est mise en place par le prince-électeur Frédéric-GuillaumeIer en 1852. Cette action est en claire contradiction avec les lois confédérales de 1815-1820 qui tout d'abord interdisent au parlement de la confédération d'abroger une constitution d'un État fédéré et ensuite prévoient que les ordres doivent dans ce cas décider.

### Appui sur l'Église
Afin de justifier sa politique, la réaction s'appuie sur l'Église. Des concordats sont ainsi signés dans le Wurtemberg, en Hesse-Darmstadt et dans le Bade directement après la révolution. En Autriche, les lois concernant l'Église votées durant la révolution sont révoquées. L'éducation et le contrôle des livres redeviennent de la compétence de l'Église. Les problèmes matrimoniaux sont jugés directement pas l'institution. Cette politique de rapprochement avec l'Église dans les États allemands divise le camp conservateur. Dans le Bade et le Wurtemberg les libéraux s'opposent vivement à ces décisions. Un concordat est signé par l'Autriche en 1855.

### Mesures policières et oppression des révolutionnaires
Les premières tentatives de mettre à mal l'opposition politique grâce aux seuls moyens légaux des États fédérés ne s'avèrent que peu efficaces. Un discours de Benedikt Waldeck en décembre 1849 déclenche ainsi une vaste manifestation, la plus grande depuis mars 1848. En outre, le procès anticommuniste de Cologne (de) de 182 ne se conclut pas de la manière souhaitée par les souverains. Par la suite, les affaires politiques sont jugées par le tribunal de chambre de Berlin et non par les cours d'assises.

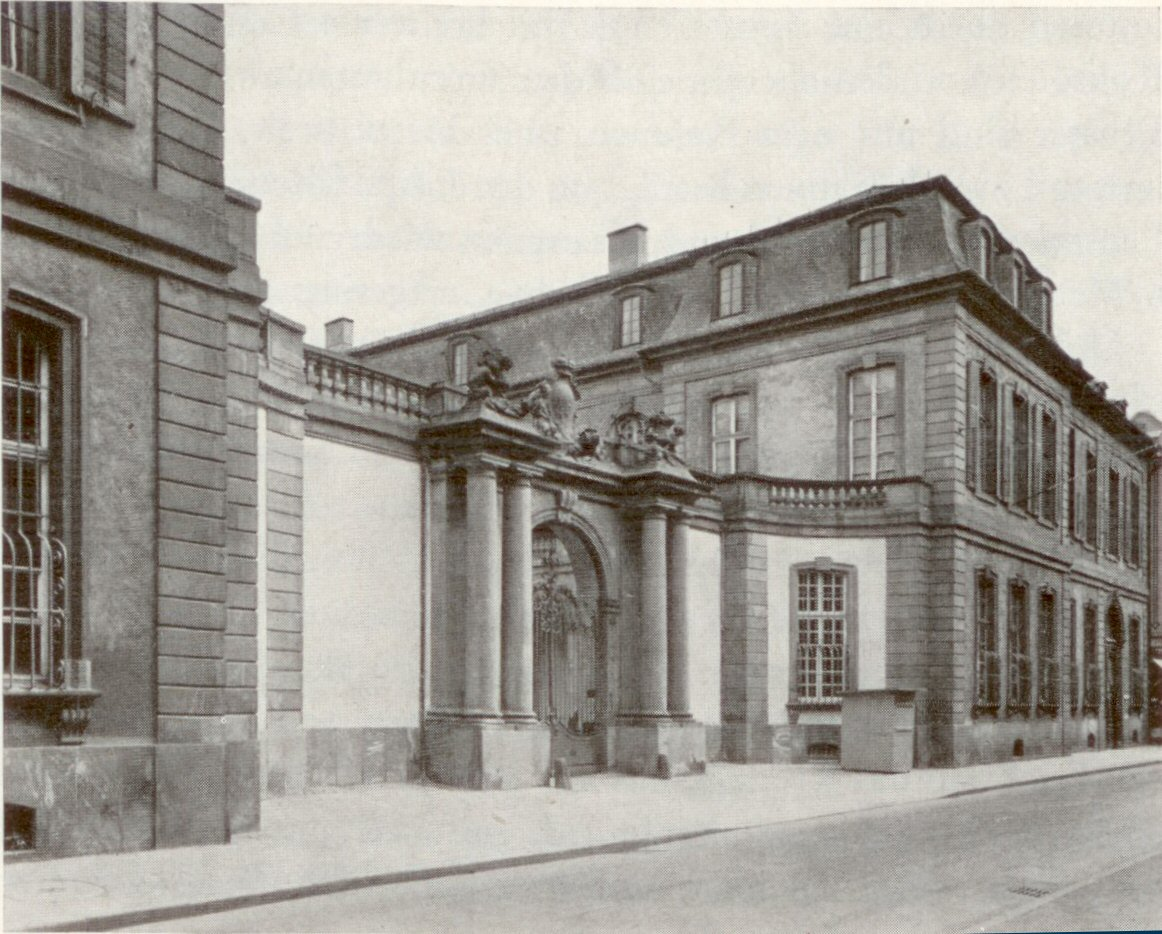
Entrée du Palais Thurn und Taxis à Francfort, qui est le siège du Bundestag

Le décret réactionnaire fédéral permet d'identifier de manière plus précise l'ennemi politique : les États y sont obligés de « lutter par tous les moyens légaux contre les journaux et magazines qui poursuivent des objectifs athées, socialistes ou communistes ainsi que ceux qui veulent renverser la monarchie, ». La fin de cette phrase, en soi très vague, permet de lutter contre les démocrates et les républicains.
La loi fédérale sur la presse du 6 juillet 1854 rétablit la censure qui avait été abolie par le parlement de Francfort. Le13 juillet 1854, la loi fédérale sur les associations est votée. Elle interdit toute association politique. Si les lois des États fédérés contredisent ce principe, la loi fédérale prévoit que ces associations n'ont pas le droit d'entretenir des liens avec d'autres. Cela empêche la formation d'associations sur le plan national, ce qui est une entrave importante pour les partis politiques et les syndicats. La Fraternité générale des travailleurs allemands s'en trouve de facto interdite.
Certes, le parlement ne parvient pas à reformer une police fédérale, toutefois une association policière est créée en 1851 afin d'échanger les informations entre les États afin de lutter efficacement contre les idées révolutionnaires et leurs partisans. Cette association n'est pas fondée par le parlement, elle découle de la coopération des administrations policières prussienne, autrichienne, hanovrienne et saxonne. Les autres États s'y raccrochant progressivement par la suite. Elle n'a donc pas de base légale, le président de la police de Berlin, et par conséquent dirigeant de cette association, Karl Ludwig Friedrich von Hinckeldey dit qu'elle fonctionne de « manière totalement informelle et sans bruit, ».
Ces méthodes évitent de devoir faire passer la communication entre les polices par les différents gouvernements. Dans les villes où se trouvent le plus d'exilés comme New York, Paris, Bruxelles ou Londres des agents sont envoyés. Ils ne surveillent pas seulement les ressortissants allemands mais également les meneurs des mouvements révolutionnaires comme  Giuseppe Mazzini, Victor Hugo, Louis Blanc, Carl Vogt, Arnold Ruge ou Gottfried Kinkel. Il est remarquable que Karl Marx ait été listé comme peu dangereux.
Les commissaires des différentes administrations policières des États membres se rencontrent ainsi régulièrement jusqu'en 1866. Les principales informations sont rassemblées dans un rapport hebdomadaire distribué dans les différents États. Cette coopération explique le grand succès de la lutte contre l'opposition politique après 1849. Sa presse est interdite : que ce soit pour les démocrates, les républicains ou les socialistes. Les parutions libérales ont également des difficultés à survivre. La formation de partis politiques est tuée à l'état embryonnaire. Le système politique révolutionnaire est complètement détruit, ses acteurs forcés à l'abandon ou à l'illégalité.
Karl Biedermann, lui-même homme politique libéral, incarcéré et ayant perdu sa chaire lors de la période réactionnaire pour ses prises de position, écrit :« À travers toute l'Allemagne la réaction progressait, de manière plus planifiée, plus impitoyable, piétinant avec plus de véhémence tous les sentiments nobles pour la nation que tout ce qui avait été fait dans les années 1920, 1930 et 1940, une réaction dont les actions ont été stigmatisées par le sinon si mesuré Dahlmann : « l'illégalité a perdu toute honte », ».

### Différences régionales dans la répression

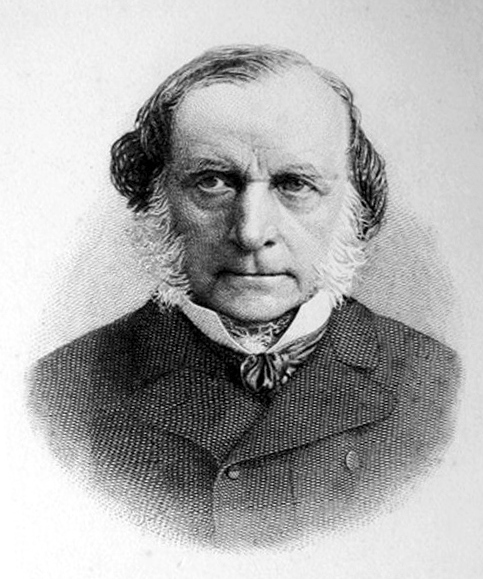
Lorenz von Stein.

L'ensemble de ces mesures démontre la capacité de coordination de la Confédération. Elle se comporte alors plus à la manière d'un État centralisé qu'à celle d'une fédération. Toutefois, il faut noter que cette politique répressive a été appliquée avec plus ou moins de zèle selon les États fédérés.
L'Autriche et la Prusse ne luttent pas ainsi de la même manière afin de rétablir l'ordre pré-révolutionnaire. La première abroge immédiatement sa constitution alors que la seconde la conserve. La Constitution prussienne reprend même partiellement à son compte certaines parties de la charte Waldeck pourtant écrite par les libéraux. La version promulguée ne laisse cependant plus aucun doute sur le rôle de décideur suprême qu'occupe le roi. Parmi les changements, les conditions de la mise en place sont amendées, la chambre des seigneurs de Prusse est créée, enfin le système électoral des trois classes vient remplacer le suffrage universel. La reculade démocratique en Prusse est donc moins nette qu'en Autriche. Manteuffel déclare que cela n'a pas de sens de vouloir garder ces éléments révolutionnaires. La Prusse persiste dans la voie constitutionnelle, mais dispose d'un contrepoids efficace avec son système bureaucratique et militaire. Ce programme est soutenu par des intellectuels conservateurs, comme  Lorenz von Stein ou Leopold von Ranke, qui tentent d'associer constitution et monarchie. Les autres États fédérés se cherchent une direction entre celle autrichienne et celle prussienne. L'abrogation pure et simple de la constitution reste cependant l'exception. Le Mecklembourg constitue dans ce domaine un extrême, il revient aussi à son système féodal en vigueur depuis 1755. Dans le Bade, Frédéric Ier retourne à un gouvernement libéral relativement rapidement après une période de répression. La réaction est également très lâche en Bavière.
En Autriche, l'ère réactionnaire est marquée par un renforcement de l'appareil étatique centralisé et bureaucratique : une gendarmerie centrale supervise ainsi l'ensemble de l'Empire. La séparation entre la justice et l'administration est réduite. L'ère réactionnaire est donc un retour de l'État et non un retour du féodalisme en Autriche. L'état d'urgence est maintenu à Prague et à Vienne jusqu'en septembre 1853, dans les autres territoires qui s'étaient révoltés jusqu'en mai 1854. L'objectif de l'Empire autrichien est de maintenir son emprise sur ses territoires.

### Conséquences
La plupart des démocrates radicaux, quand ils n'ont pas été emprisonnés ou exécutés, ont fui en exil après la révolution de mars. Dans les années 1848/49, une vague d'émigration de grande ampleur a lieu, on estime ainsi à 78 800, 59 000 et 61 700 le nombre d'émigrants allemands pour les années 1847, 1848 et 1849, la quasi-totalité vers les États-Unis.

## Fin de l'ère réactionnaire
L'ère réactionnaire est suivie par une période plus libérale dite « nouvelle ère ». La rupture entre les deux est réalisée par la montée sur le trône de Guillaume Ier pour succéder à Frédéric-Guillaume IV en 1858. Même si cela n'est qu'un changement de gouvernement, l'étau de la répression se desserre à cette époque dans l'ensemble de la Confédération. La liberté de la presse en particulier reprend ses droits, tandis que les libéraux et les socialistes peuvent s'organiser de nouveau politiquement. En outre, les années 1860 sont traversées par un mouvement de réformes dans la Confédération.

## Citations
1. ↑  « Ja, es ist ein Wendepunkt in unserer Politik: Es soll entschieden mit der Revolution gebrochen werden. »
2. ↑  « Bundesreaktionsbeschluss »
3. ↑  « Reaktionsausschuss »
4. ↑  « durch alle gesetzlichen Mittel die Unterdrückung der Zeitungen und Zeitschriften unter Bestrafung der Schuldigen herbeizuführen, welche atheistische, socialistische oder communistische, oder auf dem Umsturz der Monarchie gerichtete Zwecke verfolgen. »
5. ↑  « völlig form- und geräuschlose Weise. »
6. ↑  « durch ganz Deutschland ging eine Reaktion, so planmäßig, so schonungslos, so alle edelsten Gefühle der Nation mit Füßen tretend, wie es weder in den 20er, noch in den 30er oder 40er Jahren etwas Ähnliches gegeben hatte, eine Reaktion, deren Ausflüsse der sonst so milde Dahlmann mit den vernichtenden Worten brandmarkte: ‚Das Unrecht hat jede Scham verloren.‘ »
7. ↑  « Neue Ära »